# 夏洛滕隆
夏洛滕隆（丹麥語：Charlottenlund），丹麥西蘭島上的城镇，根措夫特市鎮的行政中心，也是丹麦首都哥本哈根北部沿海的一个郊区，它东临厄勒海峡，南临海勒鲁普河，北临克兰彭堡，是丹麦最富裕的地区之一。夏洛滕隆的名字来源于夏洛滕隆德宫。